# Chief Joseph
Chief Joseph o Hinmatówyalahtqit "Tro què rodola per la muntanya" (3 de març de 1840 - 21 de setembre 1904) fou un cabdill nez percé, qui adoptà el nom de Joseph quan el feu batejar el seu pare. Destacà pel seu pacifisme i el seu humanitarisme. El 1871 esdevé cap a la mort del seu pare Tuekakas, qui s'havia oposat al Tractat del 1863, però malgrat la seva oposició a la guerra, influït pel profeta Smohalla, l'agost del 1877 fou un dels caps indis de la guerra nez percé contra les tropes nord-americanes d'Oliver O. Howard, fins que després de l'extermini de bona part de la tribu i la mort dels capitosts més destacats es rendí a la batalla de Bear Paw. Fou internat a la reserva Colville on va morir.